# Timàgores d'Atenes
Timàgores o Timàgoras d'Atenes (en llatí Timagoras, en grec antic Τιμαγόρας) fou un polític atenenc del segle IV aC.
Va ser nomenat ambaixador junt amb Lleó i enviat a la cort persa l'any 367 aC, missió que li va ocupar quatre anys, i quan va veure les inclinacions del rei va tenir l'habilitat de separar-se de Lleó i actuar coordinament amb Pelòpides, l'enviat tebà. A la tornada Lleó el va acusar de revelar secrets d'estat i traïció, i condemnat a mort i executat, segons Xenofont.
Ateneu de Nàucratis parla d'un Timàgores que va gaudir del favor reial d'Artaxerxes, però era un personatge diferent, ja que el fa cretenc.